# Keita Baldé Diao
Keita Baldé Diao (ur. 8 marca 1995 w Arbúcies) – senegalski piłkarz hiszpańskiego pochodzenia, występujący na pozycji skrzydłowego lub napastnika we włoskim klubie Monza oraz w reprezentacji Senegalu. Złoty medalista Pucharu Narodów Afryki 2021, srebrny medalista Pucharu Narodów Afryki 2019. Uczestnik Mistrzostw Świata 2018 oraz Pucharu Narodów Afryki 2017.

## Statystyki kariery
(aktualne na dzień 12 sierpnia 2018)
| Klub               | Sezon              | Liga               | Liga  | Liga   | Puchar kraju | Puchar kraju | Europa | Europa | Suma  | Suma   |
| Klub               | Sezon              | Liga               | Mecze | Bramki | Mecze        | Bramki       | Mecze  | Bramki | Mecze | Bramki |
| ------------------ | ------------------ | ------------------ | ----- | ------ | ------------ | ------------ | ------ | ------ | ----- | ------ |
| S.S. Lazio         | 2013/14            | Serie A            | 25    | 5      | 2            | 0            | 8      | 1      | 35    | 6      |
| S.S. Lazio         | 2014/15            | Serie A            | 23    | 1      | 6            | 3            | –      | –      | 29    | 4      |
| S.S. Lazio         | 2015/16            | Serie A            | 28    | 4      | 1            | 0            | 7      | 1      | 36    | 5      |
|                    | 2016/17            | Serie A            | 31    | 16     | 3            | 0            | -      | -      | 34    | 16     |
| AS Monaco          | 2017/18            | Ligue 1            | 23    | 8      | 2            | 0            | 2      | 0      | 27    | 8      |
| Ogólnie w karierze | Ogólnie w karierze | Ogólnie w karierze | 130   | 34     | 14           | 3            | 17     | 2      | 161   | 39     |

## Sukcesy

### Lazio
- Puchar Włoch: 2012/13